# Ernest Legouvé
Gabriel Jean Baptiste Ernest Wilfrid Legouvé (París, 14 de febrer de 1807 - 14 de març de 1903 va ser un poeta, moralista, crític i dramaturg francès.
Era fill del poeta Gabriel-Marie Legouvé (1764-1812). Va quedar orfe de mare a l'edat de tres anys i, poc temps després, son pare va haver de ser internat en un sanatori psiquiàtric i va morir dos anys més tard. L'infant va heretar una fortuna considerable i va ser educat amb cura pel seu tutor, Jean-Nicolas Bouilly (1763-1842), que també li va encomanar l'amor per la literatura.
L'any 1829, el se poema La découverte de l'imprimerie va ser premiat per l'Académie française. El 1832 va publicar un curiós recull de versos titulat Les Morts bizarres, i després una sèrie de novel·les que van gaudir d'un èxit considerable. L'any 1847 va donar el seu cèlebre curs sobre la història moral de les dones al Collège de France; va esdevenir un gran èxit i va ser recollit en un volum l'any 1848.
Legouvé va escriure nombroses obres de teatre. En col·laboració amb Eugène Scribe va produir les seues millors obres: Adrienne Lecouvreur, amb la qual va triomfar a la Comédie-Française el 1849, i Bataille de dames. L'any 1854, l'èxit de la seua tragèdia sobre Medea, que l'uneix a la reacció neoclàssica contra els excessos del romanticisme, representada sobretot per François Ponsard, va ser el factor determinant per al seu ingrés en l'Acadèmia francesa (1855), a la butaca de Jacques-François Ancelot (butaca n° 30).
Va ser designat per Adrien Hébrard responsable de la secció literària de Le Temps. La seva obra Bèatrix fou escrita i dedicada a la seva amiga i gran actriu italiana Adelaida Ristori, la qual també feia una gran interpretació de la seva Medea. Bèatrix fou estrenada a París per la Ristori el 1862-63 en la qual l'actriu tingué la delicadesa d'interpretar-la en francès.
Amb el transcurs dels anys, la seua reputació li va venir sobretot de les conferències que va impartir sobre els drets de les dones i l'educació progressista dels infants, preconitzant de manera destacada l'educació física. En aquests camps, va ser una figura precursora amb obres com ara La Femme en France au XIX siècle (1864, nova edició augmentada de 1878), Messieurs les enfants (1868), Conférences parisiennes (1872), Une éducation de jeune fille (1884). L'any 1881 va ser nomenat director d'estudis de l'"École normale de Sèvres" i inspector general de la Instrucció pública.
Entre 1886 i 1887 va publicar una interessant autobiografia en dos volums, Soixante ans de souvenirs, en la qual destaca un capítol complet dedicat a Hector Berlioz, de qui va ser amic íntim.
Va ser considerat un dels millors tiradors francesos, tot i que sempre va refusar de batre's en duel. Era un apassionat de l'esgrima, esport que va practicar al llarg de tota la vida.
A partir de 1834, Ernest Legouvé i la seua família van llogar diverses cases a Seine-Port, la darrera de les quals, la «Maison Rouge», 9 rue de Nandy, va ser llogada l'any 1842 i finalment comprada l'any 1849. Durant la resta de la seua vida va adquirir el costum de passar-hi els mesos d'estiu, de juny a novembre. A la «Maison Rouge» rebia el seu cercle d'amistats: Eugène Labiche, qui era veí en el seu Castell de Lagrange, Charles Gounod, Eugène Scribe, Victor Schoelcher, Jean Reynaud, François Coppée, els pintors Élie Delaunay i Amaury Duval, l'escultor Aimé Millet…

## Obra dramàtica
- 1838 Louise de Lignerolles
- 1845 Guerrero ou la trahison
- 1849 Adrienne Lecouvreur, comèdia-drama en cinc actes en prosa, en col·laboració d'Eugène Scribe
- 1850 Les Contes de la reine de Navarre
- 1851 Bataille de dames
- 1855 Médée
- 1855 Par droit de conquête, en col·laboració d'Eugène Scribe
- 1857 Le Pamphlet
- 1858 Les Doigts de fée
- 1861 Béatrix
- 1861 Un jeune homme qui ne fait rien
- 1865 Les Deux Reines de France
- 1867 Miss Suzanne
- 1868 À deux de jeu
- 1875 L'Amour africain, opèra còmica, en col·laboració d'Émile Paladilhe
- 1876 La Cigale chez les fourmis, en col·laboració d'Eugène Labiche
- 1876 La Fleur de Tlemcen
- 1876 Ma fille et mon bien
- 1877 Une séparation
- 1880 Anne de Kerviler